# Ligier Richier
Ligier Richier (* um 1500 in Saint-Mihiel; † 1567 in Genf) war ein französischer Bildhauer der Renaissance. Richier entstammte einer sammielloiser Steinmetzfamilie. Er wurde unter anderem in Italien bei Michelangelo ausgebildet. Seine Werke finden sich vorwiegend in seiner lothringischen Heimat. Darin beschäftigte er sich überwiegend mit religiösen Themen.

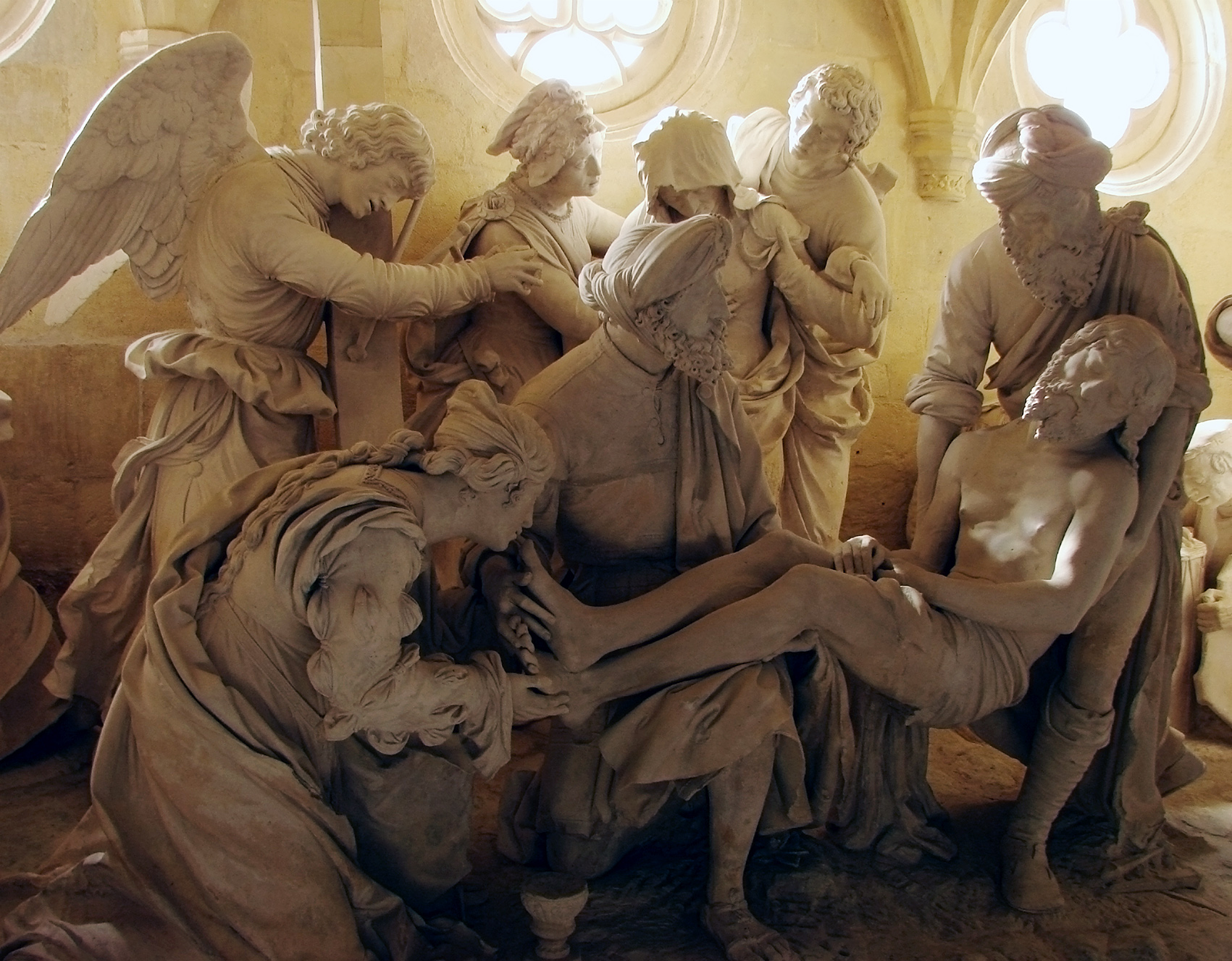
Grablegungsszene von Ligier Richier; Kirche Saint-Étienne

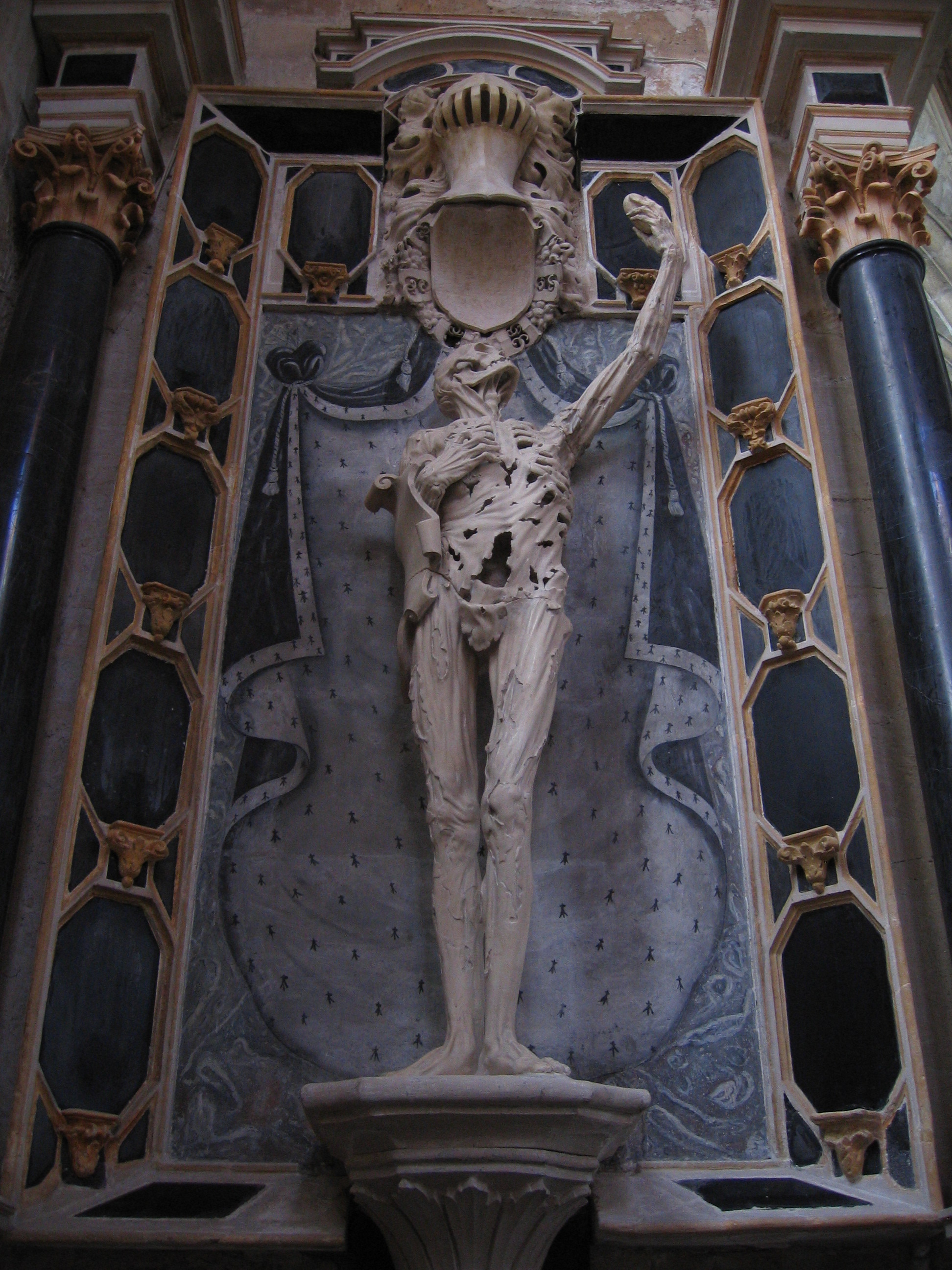
Das Skelett, Bar-le-Duc, Kirche Saint-Étienne

Richier wurde wegen seines reformatorischen Bekenntnisses aus Saint-Mihiel vertrieben.
Seit etwa 1990 wurden viele seiner Werke in Lothringen grundlegend restauriert und durch das Département Meuse die „Route Ligier Richier“, die zu den bedeutenden Werken Richiers führt, eingerichtet.

## Abstammung und Familie
Über die frühen Jahre von Ligier Richier gibt es nur Legenden. Der gelehrte Abt Dom Calmet, berichtet, dass ein Benediktinermönch aus Saint-Mihiel, Dom Grégoire Thomas, von einem alten Büchsenmacher der Stadt erfahren hatte, „dass der berühmte Michelangelo, als er nach Nancy kam, auf dem Weg nach Paris durch Saint-Mihiel kam und dass er, als er die Werke des jungen Richier sah, seine Eltern darum bat, ihn mitzunehmen, was diese ohne Weiteres zuließen; Er merkte jedoch bald, dass Richiers Vorliebe der Bildhauerei galt, und schickte ihn zu einem Bildhauer, wo er Wunder vollbrachte”. Diese Legenden haben zu der vielfach akzeptierten Annahme geführt, dass Ligier Richier Michelangelo gekannt habe und eine Reise nach Rom unternommen habe. In der 1911 Encyclopædia Britannica wird er sogar als „Schüler“ bezeichnet.
Im Alter von etwa dreiundzwanzig Jahren, im Jahr 1523, schuf er für die Kirche in Hattonchâtel  den Altaraufsatz, den man dort noch heute bewundern kann. Dieses bedeutende Werk beweist nach eindeutig, dass Ligier damals nur die Künstler seines Landes kannte, und dasselbe gilt für alle Werke, die er später schuf.
Zwei Urkunden, die im Staatsarchiv in Genf gefunden wurden, nennen den Namen von Ligiers Frau. Die eine ist eine Quittung von Ligier vom 2. August 1566, die andere die Teilungsurkunde seines Nachlasses vom 11. April 1567. Beide nennen sie Marguerite Royer. Aus dieser Ehe gingen zwei Kinder hervor: Gérard, geboren 1534, gestorben 1600, und eine Tochter, Bernardine, die 1558 mit Pierre Godard oder Godari, einem Festungsingenieur, verheiratet war.

## Richier und die Reformation
Nach Dom Calmet ist Ligier Richier Sohn calvinistischer Eltern, die er als erste Anhänger der Reformation in Lothringen bezeichnet. Richier und die beiden Brüder, die Dom Calmet benennt, ohne dafür Nachweise zu bringen  sollen Calvin  treu gefolgt sein.
Nach Paul Denis (S. 20) reicht ein einfacher Vergleich der Daten aus, um diese Behauptung zu widerlegen. Er fragt, wie kann man ein Kind, das um das Jahr 1500 geboren wurde, als Calvinisten bezeichnen, wenn Johannes Calvin erst 1509 geboren wurde und erst 1534 das Buch „Die christliche Lehre“ veröffentlichte, in dem er seine Lehren darlegte? Was Martin Luther betrifft, so trat er erst 1518 in Erscheinung.
Nach Denis (s. 44 ff) verliess Richier 1564 plötzlich Lothringen und liess sich in Genf nieder. Dort hatte der Reformator gelebt und war am 27. Mai 1564 gestorben. Es scheint, dass er zu diesem Zeitpunkt die Ausübung seiner Kunst vollständig aufgegeben hatte, denn keines der Dokumente, die wir über diesen letzten Abschnitt seines Lebens entdeckt haben, enthält eine Bezeichnung, die auf seinen Beruf hinweist. Alle sind gleicher Art und beziehen sich auf Gelddarlehen, die der Künstler verschiedenen französischen Flüchtlingen gewährt hatte, die wie er im protestantischen Rom Zuflucht gesucht hatten. Fast alle wurden in Anwesenheit desselben Notars, Jean Ragucau, durchgeführt – ebenfalls ein Flüchtling –, dessen Amt ihn seit 1559 mit Bernardine Richier, der Tochter von Ligier, in Verbindung gebracht hatte, die sich mehrere Jahre vor ihrem Vater in der Schweiz niedergelassen hatte.
Am 19. Oktober 1567 befindet sich  in einer Urkunde des Notars Ragueau der Name Ligier, in einem Ehevertrag, der gerade geschlossen worden war, aber offenbar nach Auffassung von Denis nie vollzogen wurde, zwischen „dem ehrenwerten Guillaume Sechehaye und Bernardine Richier”. Ein letztes Dokument, das sich auf Richierr bezieht, findet sich in den Protokollen von Ragueau; es trägt diesmal folgenden Titel:
„Aufteilung und Vereinbarungen zwischen der ehrenwerten Marguerite Royer, Witwe des verstorbenen Leger Richer, einerseits und den ehrenwerten Girard und Bernardine Richer, ihren Kindern, andererseits. – April 1567."  Dieser kurze Satz war lange Zeit das einzige Dokument, anhand dessen sich das Todesdatum des Künstlers zumindest annähernd bestimmen ließ.
Man weiss nichts über die Umstände seiner Bekehrung zum Protestantismus. 1560 unterzeichnet er mit anderen Einwohnern von Saint-Mihiel eine an den Herzog gerichtete Petition, um das Recht der freien Ausübung der reformierten Religion zu erhalten. Die nach dem Konzil von Trient vom Bischof von Verdun in den Jahren 1545 bis 1563 veröffentlichten Verordnungen gegen die Ketzerei veranlassten ihn wahrscheinlich dazu, das Herzogtum zu verlassen.

## Straße Ligier Richier
Nach Stephanie Prochnow stehen die meisten der rund 13 Werke, die Richier zugeschriebenen werden, an einer vom Tourismusbüro geschaffene „Route Ligier Richier“, die sechs Orte im Département Meuse verbindet, in denen seine Werke stehen. Inzwischen gehören noch die Orte Briey und Nancy zu der Route, die nachstehend als Etappen 7 und 8 bezeichnet sind. Briey ist durch einen Abstecher von Étain zu erreichen, Nancy von St, Mihael. Eine gute Beschreibung der gesamten Route einschliesslich einer Karte ist auch in einer Informationsschrift des Département de la meuse enthalten.
Nachstehend werden die Orte in der Reihenfolge aufgeführt, die in dem Vorschlag des Département de la meuse enthalten sind. Aus dieser Informationsschrift sind einige Begleittexte übernommen. Es wird aber auch auf die Beschreibung von Jérôme Estrada hingewiesen.

### 1. Etappe Bar-le-Duc

#### CHRIST EN CROIX AVEC LES DEUX LARRONS
In der Oberstadt auf der Place Saint-Pierre befindet sich im Chor der Kirche Saint-Etienne, einer ehemaligen gotischen Stiftskirche, ein hölzerner Kalvarienberg mit drei Statuen: Christus, der gute und der böse Dieb. Diese drei polychromen Holzstatuen im Chor der Kirche Saint-Etienne gehörten zweifellos zu einem größeren Ensemble, dessen Herkunft noch unbekannt ist. Sie werden Ligier Richier zugeschrieben und zeichnen sich durch eine große Vielfalt an Haltungen und Ausdrucksformen aus, die durch anatomische Genauigkeit noch verstärkt werden. Die Physiognomie der Christusfigur erinnert an die Kalvarienberge von Génicourt-sur-Meuse, Briey und Hattonchâtel aus derselben Zeit, die nachstehend beschrieben werden.

#### LE SQUELETTE, MONUMENT DU CŒUR DE RENÉ DE CHALON
Diese Skulptur, die sich jetzt in der Kirche Saint-Etiennebefindet, krönte ursprünglich das Grabmal von René de Chalon, Prinz von Oranien und Schwiegersohn des Herzogs Antoine de Bar und Lothringen, der 1544 während der Belagerung von Saint-Dizier durch Karl V. getötet wurde. Was man hier sieht, ist weder ein „Écorché” (ausgeweidetes Modell), noch ein Skelett, noch eine allegorische Statue des Todes. Es ist der „Décharné” (Ausgemergelte). Das Werk besteht aus zwei Elementen aus Stein aus Sorcy, die im Bereich des Beckens zusammengefügt sind. Anfang der 2000er Jahre wurde es restauriert, wodurch es seine ganze Intensität zurückerlangte

### 2. Etappe Clermont-en-Argonne

#### SAINTE FEMME AU SÉPULCRE
Die Heilige Frau vom Grabmal von Clermont-en-Argonne soll  aus der heute nicht mehr existierenden Kirche Les Minimes in Verdun stammen. Diese Gruppe besteht aus Steinstatuen mit neueren Farbbeschichtungen, von sehr unterschiedlicher Qualität und aus verschiedenen Epochen. Sie wurde 1829 gekauft und von ihrem Besitzer in einer Grablegung in der Kapelle Sainte-Anne des Schlosses Clermont-en-Argonne aufgestellt, bevor sie ihren heutigen Standort in der Pfarrkirche Saint-Didier in Clermont-en-Argonne fand.
Diese vollständig rekonstruierte Grablegung besteht aus sechs Figuren sehr unterschiedlicher Stile und Epochen, die von der ersten Hälfte des 16. Jahrhunderts bis zum Ende des 17. Jahrhunderts reichen. Die Heilige Frau am Grab ist aufgrund ihrer plastischen Qualitäten und ihrer Raffinesse zweifellos das interessanteste Werk der Gruppe, weshalb sie Ligier Richier zugeschrieben wird.

### 3. Etappe Génicourt-sur-Meuse
Die Kirche Sainte-Marie-Madeleine im Stil der Spätgotik wurde auf Initiative von Philippe de Norroy und seiner Frau Nicole d'Apremont, den Herren von Génicourt, erbaut.

#### VIERGE , ou Dame de Génicourt
In der Kirche befindet sich die Statue Die Jungfrau oder Dame von Génicourt. Diese Statue der Jungfrau war ursprünglich Teil eines Kalvarienbergs, der aus der Figur Christi am Kreuz und der Figur des Heiligen Johannes bestand, die sich noch immer in der Kirche von Génicourt-sur-Meuse befinden.
Manche schreiben dieses Werk einem anderen Meister zu, der ihm wahrscheinlich sehr nahe stand, einem Bildhauer seiner Generation, der vielleicht mit seiner Werkstatt vertraut war, aber über weniger Geschick und ästhetisches Verständnis verfügte.
Aufrecht stehend, den Kopf leicht nach rechts geneigt, den Mund vor Schmerz verzogen, scheint die Jungfrau von Trauer überwältigt zu sein und erinnert so an die Figur der Heiligen Frau am Grab, die Ligier Richier zugeschrieben wird und in der Kirche Saint-Didier in Clermont-en-Argonne aufbewahrt wird. Die Gestaltung der Falten des Mantels, des Schleiers und der Haube, die das Gesicht der Jungfrau umrahmen, zeugt von einer bemerkenswerten Liebe zum Detail.

### 4. Etappe Étain

#### PIETÀ
Die Historiker sind sich über ihr Entstehungsdatum uneinig. (Erstes Werk oder  Realisierung um 1550-1560?)
Sie sieht nicht wie eine Leiche aus, sondern wie ein Körper, der nach einer schweren Prüfung erschöpft ist und sich nun der Ruhe hingibt. Nur das erschütterte Gesicht der Jungfrau verrät die Wahrheit.
Diese Skulptur soll Ligier Richier von Jacquemin Quiolt in Auftrag gegeben worden sein, um das Grabmal seiner 1525 verstorbenen Frau Gilberte Marque zu krönen. Ursprünglich stand sie in einer Kapelle auf dem Friedhof der Kirche von Étain, wurde dann eine Zeit lang im Chorraum der Pfarrkirche aufgestellt, bevor sie in die Kapelle Sacré-Cœur an ihren heutigen Standort in der Église Saint Martin gebracht wurde.

### 5. Etappe Hattonchâtel
Im 9. Jahrhundert erbaute Hatton, der 29. Bischof von Verdun, eine Burg auf dem Vorgebirge Hauts-de-Meuse. So entstand Hattonchâtel, ein malerisches Städtchen am Rande des Regionalen Naturparks Lothringen, das einen grandiosen Blick auf die Ebene von Woëvre bietet.

#### RETABLE DE LA PASSION DU CHRIST
In der ehemaligen Stiftskirche befindet sich ein Kreuzgang aus dem 15. Jahrhundert, in dem sich eine Kapelle mit einem Altaraufsatz aus einem mehrfarbigen Stein (1523) befindet. Dieses Altarbild aus dem Jahr 1523 wurde von Gaucher Richeret, Dekan des Stiftskapitels von Hattonchâtel, in Auftrag gegeben, dessen Initialen und Wappen auf dem Schild am Sockel zu sehen sind. . Er wird Ligier Richier zugeschrieben (möglicherweise sein erstes Werk) und zeigt drei Bilder der Passion Christi. Diese Komposition zeugt von einem sehr ausgefeilten gotischen Stil, der noch dem der ersten Schaffensphase des Künstlers entspricht. Auch wenn die Zuschreibung des Altarbildes der Passion Christi von Hattonchâtel an Ligier Richier manchmal in Frage gestellt wurde, stützen vergleichbare Stilelemente diese Zuschreibung und verbinden das Werk mit dem Schaffen des Künstlers.

### 6. Etappe Saint-Mihael

#### LA PÂMOISON DE LA VIERGE
In der Kirche Saint-Michel, einem großen und majestätischen Bauwerk, das im 17. Jahrhundert wieder aufgebaut wurde, kann man in einer Kapelle das erste Meisterwerk von Ligier Richier bewundern: die Ohnmacht der Jungfrau Maria, die 1531 aus Nussbaumholz geschnitzt wurde. Der Heilige Johannes stützt die Jungfrau Maria, die nach dem Tod ihres Sohnes in Ohnmacht fällt. Diese lebensgroße Gruppe war ursprünglich Teil eines Ensembles von neun Figuren. Heute ist die Figur  als Kulturdenkmal eingestuft. Die anderen Skulpturen sollen während der Zerstörungen der Revolution verloren gegangen sein.

#### LE SÉPULCRE OU MISE AU TOMBEAU
In der im 13. Jahrhundert erbauten Abteikirche Saint-Etienne befindet sich ein Juwel der Renaissance-Bildhauerei, die Grablegung, einfacher „Sépulcre” (Grabmal) genannt. Der Künstler soll das Werk unvollendet hinterlassen habe; sein Sohn Gérard Richier habe die letzten Arbeiten durchgeführt und es an seinem heutigen Standort in einer Kapelle installiert, die um 1570 in die Südwand der Kirche eingebaut wurde. Es handelt sich um dreizehn Figuren, die etwas größer als lebensgroß sind und aus sehr feinkörnigem Kalkstein aus der Maas gefertigt wurden.

#### SAINTE ÉLISABETH
In dem Museum für Sakrale Kunst in Saint-Mihiel  befindet sich die Statue „Saint Elizabeth“, ein Werk aus Kalkstei, das Ligier Richier durch stilistischen Vergleich zugeschrieben wird. Die Statue, die von den Familien Reyere und Hutin dem Musée Art Sacré de Saint Mihiel vermacht wurde, gehörte einst einer größeren Gruppe von Skulpturen. Das Talent von Ligier Richier zeigt sich in der Sorgfalt, mit der er die Kleidung gestaltet hat. Die Raffinesse der Gewänder erinnert an die Madeleine du Calvaire de Briey.

### 7. Etappe Briey

#### CALVAIRE
Das ursprünglich im Beinhaus des Friedhofs aufgestellte und 1939 im Schloss Montesquieu in La Brède im Bordelais untergebrachte Kalvarienberg, das der Schule von Ligier Richier zugeschrieben wird, befindet sich seit 1952 im Chor der Kirche St. Gengoult in Briey. Der Kalvarienberg ist vollständig erhalten geblieben. Er ist aus Holz geschnitzt und umfasst sechs lebensgroße Figuren: Christus, die beiden Diebe, die Jungfrau Maria, den Heiligen Johannes und Magdalena. Christus und die beiden Schächer weisen eine unverkennbare Ähnlichkeit mit denen des Kalvarienbergs von Bar-le-Duc auf. Die Jungfrau Maria und der Heilige Johannes sind im gotischen Stil gehalten. Die Magdalena, die sich in voller Bewegung befindet, trägt die Züge einer reuigen Sünderin im Gesicht.

### 8. Etappe Nancy
Die Kirche Les Cordeliers in Nancy erinnert allein an die lothringischen Herzöge. Sie wurde zwischen 1477 und 1484 erbaut der Herzogs René II. ist dort in einem prächtigen Grabmal begraben.

#### GISANT DE LA DUCHESSE PHILIPPE DE GUELDRE
Besonders erwähnenswert ist die Grabfigur von Philippe de Gueldre, der zweiten Frau von René II., die 1547 verstorben ist. Der Schöpfer dieser Grabfigur ist Ligier Richier. Pénet schildert, dass die 2009 und 2013 durchgeführten Untersuchungen und Restaurierungsarbeiten wichtige Erkenntnisse über die Arbeit des Bildhauers geliefert haben. Ligier Richier verwendete drei verschiedene Kalksteine, um dem liegenden Bildnis eine illusionistische Polychromie zu verleihen, die die verschiedenen dargestellten Materialien suggeriert: Die Gesichter und die Krone sind aus weißem Kalkstein aus Tonnerre, die Gewänder und das Kissen aus leicht goldfarbenem grauem Kalkstein, der die Franziskanerrobe perfekt imitiert, und schließlich die Schleier aus blaugrauem Kalkstein aus Belgien. Diese Polychromie, die auch bei anderen Grabdenkmälern zu finden ist, stellt jedoch das einzige bekannte Beispiel im Werk des Bildhauers aus der Meuse dar.